# ファイアーエムブレムTCG
- ファイアーエムブレム > ファイアーエムブレム 暗黒竜と光の剣 > ファイアーエムブレムTCG
- ファイアーエムブレム > ファイアーエムブレム 紋章の謎 > ファイアーエムブレムTCG
- ファイアーエムブレム > ファイアーエムブレム 聖戦の系譜 > ファイアーエムブレムTCG
- ファイアーエムブレム > ファイアーエムブレム トラキア776 > ファイアーエムブレムTCG

ファイアーエムブレムTCG（FIRE EMBLEM: Trading Card Game）は、2001年から2004年までNTT出版が日本で発売していたトレーディングカードゲームである。

## 概要
任天堂（開発・インテリジェントシステムズ）のシミュレーションRPG・ファイアーエムブレムシリーズ中、第1〜4弾は第4作『聖戦の系譜』及び第5作『トラキア776』、第5・6弾は第1作『暗黒竜と光の剣』、第3作『紋章の謎』を題材にしている。
6弾発売後拡張パックが出なくなり、その後正式にサポートが打ち切られた。
なお、2015年に原作ゲームの開発元であるインテリジェントシステムズのゲームデザインによる新作TCG『ファイアーエムブレム0』が任天堂より発売されている。

## ルール
各々のカードの特徴については後述。
基本ルール
1対1、60枚（4弾以前は45枚）のカードで対戦する。同じカードは3枚までしか入れることができない。
3×4のマップを戦場とし、その中で互いに6種類のカード（後述）を出し合いながら勝利条件を達成するのが目的。
互いに20枚のチップを所持し、さまざまな状況でそれをコストとしてやりとりする。
マップについて
このゲームでは戦場を表している。縦4マス、横3マスの構造になっていて、自分の一番手前が出撃マスとなっている。1つのマスには1枚のユニットカードしか配置できないので行動する際は自軍の配置にも気を配る必要がある。また、敵の出撃マスに自軍ユニットを配置することがこのゲームの勝利条件となっているので、全滅に特化したデッキでなければ極力前に出ることになる（相手にプレッシャーを与える意味でも前に出ることは重要と考えられている）。
チップについて
チップは各プレイヤーが20枚所持することになるもので、これを利用してさまざまなコストを賄うことになる（1弾スターター購入時に付属品として入っているが、おはじきなどでも代用可）。用いる主なケースとしては、ユニットカードがさまざまな行動を起こす上で必要な気力チップ、魔法カードを付与する際に必要なコスト（『必要』と記載されている分）、土地を配置するのに必要なコスト、サプライズカードを使用するのに必要なコスト、特定のカードを山札に戻したりする際に必要なコストなどが挙げられる。
ターン制
攻撃側と守備側のターンが分離されているのが特徴で、自分の攻撃ターンの場合は自軍準備→相手準備→自軍侵攻→終了→相手の攻撃ターンという流れになる。
準備（ゲーム中では国力フェイズと呼ばれる）は、大まかに書くとドローステップ（カードを1枚引く）→出撃ステップ（手札のユニットカードを1枚場に出せる）→支援ステップ（戦場にいるユニットカードに合計3枚まで気力チップを乗せられる）→土地ステップ（自ターンのみ、手札の土地カードを1枚場に出せる）→アイテムステップ（ユニットに武器・魔法・アイテムカードを付与できる）→国力フェイズ終了という流れになっている。
進撃
自軍の攻撃ターン（以後侵攻フェイズ）時は、敵軍に侵攻したり攻撃を行ったりすることが出来る。移動はユニットカードに記載されている通りのマスへ1マスだけ移動でき、攻撃は記載されている範囲に敵ユニットカードがあり、自ユニットカードが攻撃できる状態ならば行うことができる。また、攻撃以外に行える特殊能力を持つユニットがいればその能力を状況に応じて用いることも可。行動を行ったユニットは待機状態になり、以後自軍の侵攻フェイズが終了するまで原則として再度行動させることはできない（特殊能力の『踊る』、魔法カードの『アゲインの杖』を使用した場合のみ再び行動できる）。
戦闘
戦闘は、敵が自軍ユニットの攻撃範囲にいて、その自軍ユニットが自分の攻撃力以上の気力を所持している場合行うことができる。基本的な流れは、攻撃宣言→準備ステップ（使えるカードや特殊能力がある場合は提示する）→処理ステップ（チップ計算を行う）→敵ユニット反撃宣言（行わなくてもよい）→準備ステップ→処理ステップ→終了となっている。戦闘終了後、『再移動』『突進』などの行動後に使える特殊能力があればそれを利用することも出来る。
なお、攻撃宣言を行った後で相手が何らかのカードを用い、その効果で自軍ユニットの気力チップが攻撃できなくなるほど減少したり攻撃する対象のユニットが撤退してしまった場合は戦闘そのものが中止となりその場に待機することになる。
勝利条件
勝利条件としては、主に「敵の出撃マスに自軍の『制圧』の特殊能力を持つユニットを配置する」「敵の出撃マスに自軍のユニットを1枚配置して相手の侵攻フェイズ終了までもちこたえる」「敵の出撃マスに自軍のユニットを2枚配置」などの制圧パターン、「敵ユニットを自軍の侵攻フェイズ時に0枚にする」全滅、「ドロー時に山札が0枚になる」山札切れなどがある。特定のカードを用いることで勝利することもできるが条件は非常に厳しい。

## カードの種類について
ユニットカード
原作のユニットを再現したカードで、キャラクターと性能が描かれている。能力として記載されているのは気力（HP）、攻（基本攻撃力）、反（反撃時の攻撃力）、武器レベル（武器・魔法カードを付与する際に条件に関わる）特殊能力、クラス（職業）、移動・攻撃範囲、所属国家などである。
機動力では大まかに歩兵（上下左右にしか移動できない）・騎兵（上下左右、斜め上に移動できる）・飛兵（上下左右、斜めの全ての方向に移動できる）に大別でき、さらに武器と魔法の2種類に分かれている（一部例外あり）。
基本的に名前入りのユニットは一人だけしか場に出せないが、『一般兵』と呼ばれるその他大勢のユニットは何人でも場に出すことが出来る。
気力チップが無くなった場合はリムーブ（撤退）となり、捨て札として戦場外に送られる。
武器カード
剣・槍・斧・弓・シューターの5種類があり、ユニットカードの武器レベルに対応した武器を付与することができる。装備することで攻撃力の底上げ・調整による戦力増強や気力チップの無駄の削減、特殊能力の付与、気力の底上げ（『最大』の数字分気力最大値が上がる）ができる。
また、三すくみに合わせて使用する武器を変更するという戦略もある。
魔法カード
炎・雷・風・光・闇・杖の6種類がある。武器カードと違って使用時に原則ユニットの気力チップを消費しない反面装備時にコストを支払う必要があるのが特徴である。また、基本的に1回使用するとリムーブされる。
アイテムカード
5弾・6弾で登場。
武器レベルや戦闘力が上がる、特殊能力のコストを安くするアイテムなど性能・効果は多岐にわたる。『星のバルゴ』など、アイテムとして装備しなくても効果があるものもある。
1弾の『壊れた剣』『壊れた槍』4弾の『聖戦士の書』『マニュアル』など、元はサプライズカードだったものがアイテムカードに変更されたものもある。
土地カード
敵の侵攻を阻んだり攻撃範囲を狭めたり、一部のユニットに有利な状況を作ったりさまざまな効果をもたらす永続的な効果があるカード。ユニットの特殊能力やサプライズカードで破壊も可。コストが高かったりカードによっては自軍にも被害が及んだりと使い方が難しいものも多く、プレイヤーによって好みが分かれるカード。
サプライズカード
原作のランダムな要素やイベントを取り込んだ、ゲームにさまざまなアクセントを与えるカード。攻撃力を上げたりスキルを発動したりといったポピュラーなものから、攻撃・移動範囲を狭めたり、特殊能力やスキルをあらゆるユニットに付与したり、同名ユニットを場に出せたりといった独特なカードまで数多く揃っているが、役に立たなかったり使いにくかったりといったカードも多い。

## 発売タイトル

### 第1弾
特に副題が設定されていない。
2001年8月3日発売
- スターターキット
- ブースターパック

### 第2弾 〜運命の絆〜
2001年11月30日発売
- ブースターパック

### 第3弾 〜新たなる力〜
2002年4月27日発売
- ブースターパック

### 第4弾 〜トラキアの動乱〜
2002年9月6日発売
- ブースターパック

### ユグドラルアンソロジー
山田章博、藤原カムイ、コザキユースケらが参加。
2003年8月7日発売
- ブースターパック

### 第5弾 〜紋章を継ぐもの〜
2004年3月12日発売
- スターターキット
- ブースターパック

### 第6弾 〜アカネイアの英雄〜
2004年12月10日発売
- ブースターパック

### スペシャルパック
イベント限定。
- シレジア・スペシャルパック
- レンスター・スペシャルパック
- フリージ・スペシャルパック
- イザーク・スペシャルパック
- ノディオン・スペシャルパック
- トラキア・スペシャルパック
- フリージ・スペシャルパック Vol.2
- ロプト・スペシャルパック